# 伊朗棘豆
伊朗棘豆（学名：Oxytropis savellanica）为豆科棘豆属下的一个种。